# Pleistodontes galbinus
Pleistodontes galbinus is een vliesvleugelig insect uit de familie vijgenwespen (Agaonidae). De wetenschappelijke naam is voor het eerst geldig gepubliceerd in 1977 door Wiebes.